# All Through the Night
«All Through the Night» (рус. Всю ночь) — четвёртый сингл с первого альбома Синди Лопер She’s So Unusual.

## Информация о сингле
Автор «All Through the Night» — Жюль Шеар, который сотрудничал также с группой The Bangles в 1986 году. Песня представляет собой балладу, одна из возможных интерпретаций темы которой — жизнь молодых бездомных людей и их стремление избежать жизненных проблем при помощи секса.
После выпуска трёх успешных синглов Синди звукозаписывающая компания решила проверить, сможет ли следующий достигнуть высоких мест в чартах при условии, что на него не будет снят видеоклип. В результате «All Through the Night» смог подняться до 5 места в американских чартах, а Синди стала первой женщиной и вторым исполнителем (после Майкла Джексона), у которого четыре сингла из одного альбома попали в пятёрку лучших.
В 2005 году Синди записала акустическую версию «All Through the Night» дуэтом с Шэгги и включила её в свой сборник The Body Acoustic.
Множество артистов сделали каверы на песню. Среди них Тори Амос, которая исполнила её на своём лос-анджелесском концерте в 2005 году.

## Чарты
| Страна         | Позиция в чарте |
| -------------- | --------------- |
| Австралия      | 17              |
| Австрия        | 5               |
| Бразилия       | 1               |
| Великобритания | 64              |
| Германия       | 35              |
| Канада         | 46              |
| Колумбия       | 4               |
| Новая Зеландия | 19              |
| США            | 5               |
| Чили           | 5               |
| Швейцария      | 16              |
| Швеция         | 1               |

## Официальные версии
1. Live Version 4:48
2. Acoustic Version 4:41